# Chloraema dujardini
Chloraema dujardini är en ringmaskart som beskrevs av Jean Louis Armand de Quatrefages de Bréau 1849. Chloraema dujardini ingår i släktet Chloraema och familjen Flabelligeridae. Inga underarter finns listade i Catalogue of Life.